# Kanton Molsheim
Kanton Molsheim (fr. Canton de Molsheim) je francouzský kanton v departementu Bas-Rhin v regionu Grand Est. Tvoří ho 31 obcí. Před reformou kantonů 2014 ho tvořilo 20 obcí.

## Obce kantonu
od roku 2015:
| - Altorf - Avolsheim - Bergbieten - Bischoffsheim - Bœrsch - Dachstein - Dahlenheim - Dangolsheim - Dorlisheim - Duppigheim - Duttlenheim - Ergersheim - Ernolsheim-Bruche - Flexbourg - Grendelbruch - Griesheim-près-Molsheim | - Innenheim - Kirchheim - Marlenheim - Mollkirch - Molsheim - Nordheim - Odratzheim - Ottrott - Rosenwiller - Rosheim - Saint-Nabor - Scharrachbergheim-Irmstett - Soultz-les-Bains - Wangen - Wolxheim |

před rokem 2015:
- Altorf
- Avolsheim
- Dachstein
- Dinsheim-sur-Bruche
- Dorlisheim
- Duttlenheim
- Ergersheim
- Ernolsheim-Bruche
- Gresswiller
- Heiligenberg
- Lutzelhouse
- Molsheim
- Muhlbach-sur-Bruche
- Mutzig
- Niederhaslach
- Oberhaslach
- Soultz-les-Bains
- Still
- Urmatt
- Wolxheim